# Ng
Ng – dwuznak używany w języku angielskim, wietnamskim, maoryskim, niderlandzkim, malajskim, tagalog i wielu innych językach Azji Południowo-Wschodniej oraz Australii. W każdym z tych języków oznacza on dźwięk /ŋ/.